# Histioea maon
Histioea maon är en fjärilsart som beskrevs av Druce 1896. Histioea maon ingår i släktet Histioea och familjen björnspinnare. Inga underarter finns listade i Catalogue of Life.